# Alessandro Ramagli
Alessandro Ramagli (nacido el 1 de abril de 1964 en Livorno, Italia) es un entrenador italiano de baloncesto. Actualmente dirige al Scaligera Verona de la Lega Basket Serie A, la primera categoría del baloncesto italiano.

## Trayectoria como entrenador
Comenzó a trabajar en los años ochenta como segundo entrenador de Claudio Bianchi en el Basket Livorno. En diciembre de 1999, se convierte en primer entrenador del Basket Livorno de la Serie A2.
En la temporada 2000-01, se trasladó al Pallacanestro Biella, para convertirse en asistente de Marco Crespi, con quien logró llevar al equipo piamontés a la Lega Basket Serie A. Al año siguiente se convirtió en primer entrenador del Pallacanestro Biella, donde permaneció hasta 2006 y logró llegar a los play-offs durante dos temporadas.
En enero de 2007, firma por el Scavolini Pesaro de la Serie A2, con el que consiguió llevar también a la Lega Basket Serie A.
En junio de 2007, fue fichado por el Benetton Treviso, pero tras un balance negativo de 8 derrotas en 10 partidos abandonó su puesto en el banquillo verdiblanco. 
En enero de 2009, sustituyó a Franco Marcelletti en el banquillo del Pallacanestro Reggiana de la Serie A2. 
En noviembre de 2010, sustituyó a Andrea Capobianco en el banquillo del Teramo Basket de la Lega Basket Serie A, donde permaneció hasta la desaparición del club en el verano de 2012.
De 2012 a 2015, fue entrenador del Scaligera Verona de la Serie A2, con el que ganó una copa de Italia.
En julio de 2015, firmó un contrato de tres años con el Mens Sana Siena de la Serie A2 y en la primera temporada logró el ascenso de categoría.
En la temporada 2016-2017, decide dejar el equipo toscano para firmar con Virtus Bologna de la Serie A2, con el que volvió a lograr el ascenso a la Lega Basket Serie A, ganando el campeonato y la copa de Italia. En la temporada 2017-2018, se mantuvo al frente del equipo de Bolonia en la Serie A, logrando la clasificación para los octavos de final de la copa de Italia y terminando noveno en la temporada regular.
El 13 de junio de 2018, firmó un contrato de dos años con el Pistoia Basket, con el que rescindió a mitad de temporada.
En mayo de 2019, firmó un contrato con el Amici Pallacanestro Udinese de la Serie A2, concluyendo su experiencia con 15 victorias y 10 derrotas. 
El 11 de febrero de 2021, firmó por el Scaligera Verona de la Serie A2.
En la temporada 2021-22, volvería a lograr el ascenso a la Lega Basket Serie A, tras 20 años de espera, con la victoria por 3-1 en la final del playoff ante el APU Udine.

## Clubs como entrenador
- 1996–1997: Libertas Livorno (Asistente)
- 1999–2000: Libertas Livorno
- 2000–2001: Pallacanestro Biella (Asistente)
- 2001–2006: Pallacanestro Biella
- 2007: Victoria Libertas Pesaro
- 2007: Benetton Treviso
- 2009-2010: Pallacanestro Reggiana
- 2010-2012: Teramo Basket
- 2012-2015: Tezenis Verona
- 2015-2016: Mens Sana Siena
- 2016–2018: Segafredo Virtus Bologna
- 2018–2019: Pistoia Basket
- 2019–2020: Amici Pallacanestro Udinese
- 2021-Actualidad: Tezenis Verona